# Újezd (Plzeň)
Újezd é uma comuna checa localizada na região de Plzeň, distrito de Domažlice.